# Gaetano Guadagnini
Gaetano Guadagnini, né en 1800 probablement à Bologne et mort le 2 juin 1860 dans la même ville, est un graveur de reproduction italien de la première moitié du XIXe siècle qui interpréta entre autres les grands peintres de l'époque classique.

## Biographie
Né en 1800 à Bologne, Gaetano Guadagnini étudie auprès du peintre et graveur Francesco Rosaspina. En 1838, il devient membre de l'Académie des beaux-arts de Florence et est également le directeur de l'école de gravure de l'Académie des beaux-arts de Bologne.
Guadagnini effectue ses gravures d'après des artistes renommés tels Guido Reni, Le Corrège, Paul Véronèse, Fra Filippo Lippi, Anton Raphael Mengs, Titien, Rembrandt, Diego Vélasquez et Le Pérugin. Il a travaillé notamment sur le Palazzo Bolognini Amorini Salina (en).
Gaetano Guadagnini a eu un fils, Anacleto, qui est devenu peintre.

## Œuvres
Liste non-exhaustive de ses gravures : 
- Tomba Pietro Maldini, encre sur papier, avant 1860[4];
- Crocifissione, 40 × 60 cm, encre sur papier, avant 1860, Collection privée à Bologne[5],[6].